# Васильев, Михаил Иванович (Герой Советского Союза)
Михаи́л Ива́нович Васи́льев (1916—1944) — советский офицер-танкист, участник Великой Отечественной войны, Герой Советского Союза.

## Биография
Михаил Иванович Васильев родился в 1916 году в деревне Должицы (ныне Дновский район Псковской области) в крестьянской семье. С 1920-х годов жил в городе Дно Псковской области. После окончания семилетки работал на железной дороге.
В 1937 году Михаил Васильев был призван в Красную Армию. В первые годы службы обучался в школе младших командиров, потом окончил курсы младших лейтенантов бронетанковых войск.
С июня 1941 года по декабрь 1942 года участвовал в сражениях в составе 7-й армии Ленинградского фронта на Карельском перешейке.

## Подвиг
24 августа 1944 года командир танковой роты 46-го танкового полка 9-й механизированной бригады 5-го механизированного корпуса 6-й танковой армии 2-го Украинского фронта старший лейтенант М. И. Васильев принимал участие в сражении за город Хуши в Румынии. Будучи командиром четырёх танков, ворвался в город Хуши, подавив сопротивления врага на юго-восточной окраине города. Танковая рота под управлением Михаила Васильева вступила в уличные бои и очистила город от противника до входа основных сил Красной Армии. В этом сражении Михаил Васильев был ранен, однако не оставил поле боя. Во время захвата города Хуши танковая рота под управлением Михаила Васильева уничтожила живой силы противника до 400 человек и технику в количестве 3 противотанковых пушек, 60 автомашин, 2 бронетранспортёров и один танк. Во время этого сражения Михаил Васильев единолично уничтожил до 70 человек противника, 20 автомашин и 2 пушек.
В этот же день танк, которым командовал Михаил Васильев, при переправе через реку Сирет был подбит. Получив тяжёлое ранение, Михаил Васильев продолжал бой и смог обеспечить другим танкам выход к реке. В этом сражении Михаил Васильев погиб и был похоронен в румынском населённом пункте Лунгоч (Румыния).

## Награды
- 24 марта 1945 года Президиум Верховного Совета СССР присвоил звание Героя Советского Союза за образцовое выполнение боевых заданий командования на фронте борьбы с немецко-фашистскими захватчиками и проявленные при этом мужество и героизм.
- Награждён орденом Ленина.

## Память
- В городе Дно Псковской области одна из улиц названа именем Михаила Васильева.